# Максим Тарнавський
Максим Тарнавський (* 3 вересня 1955, Філадельфія, США) — канадський дослідник української літератури. Вивчає творчість Валер'яна Підмогильного та Івана Нечуя-Левицького. Професор Торонтського університету. Член Об'єднання українських письменників «Слово».

## Біографія
Одержав ступінь бакалавра в Пенсильванському університеті в 1977 році. В 1986 захистив дисертацію «Валер'ян Підмогильний, Гі де Мопассан та магія ночі» в Гарвардському університеті. Від 1992 року професор у Торонтському університеті.